# Sphaerolobium linophyllum
Sphaerolobium linophyllum är en ärtväxtart som först beskrevs av Hugel, och fick sitt nu gällande namn av George Bentham. Sphaerolobium linophyllum ingår i släktet Sphaerolobium och familjen ärtväxter. IUCN kategoriserar arten globalt som livskraftig. Inga underarter finns listade i Catalogue of Life.